# Tillandsia cuchnichim
Tillandsia cuchnichim là một loài thực vật có hoa trong họ Bromeliaceae. Loài này được R.Guess & V.Guess mô tả khoa học đầu tiên năm 2005.